# Trempette

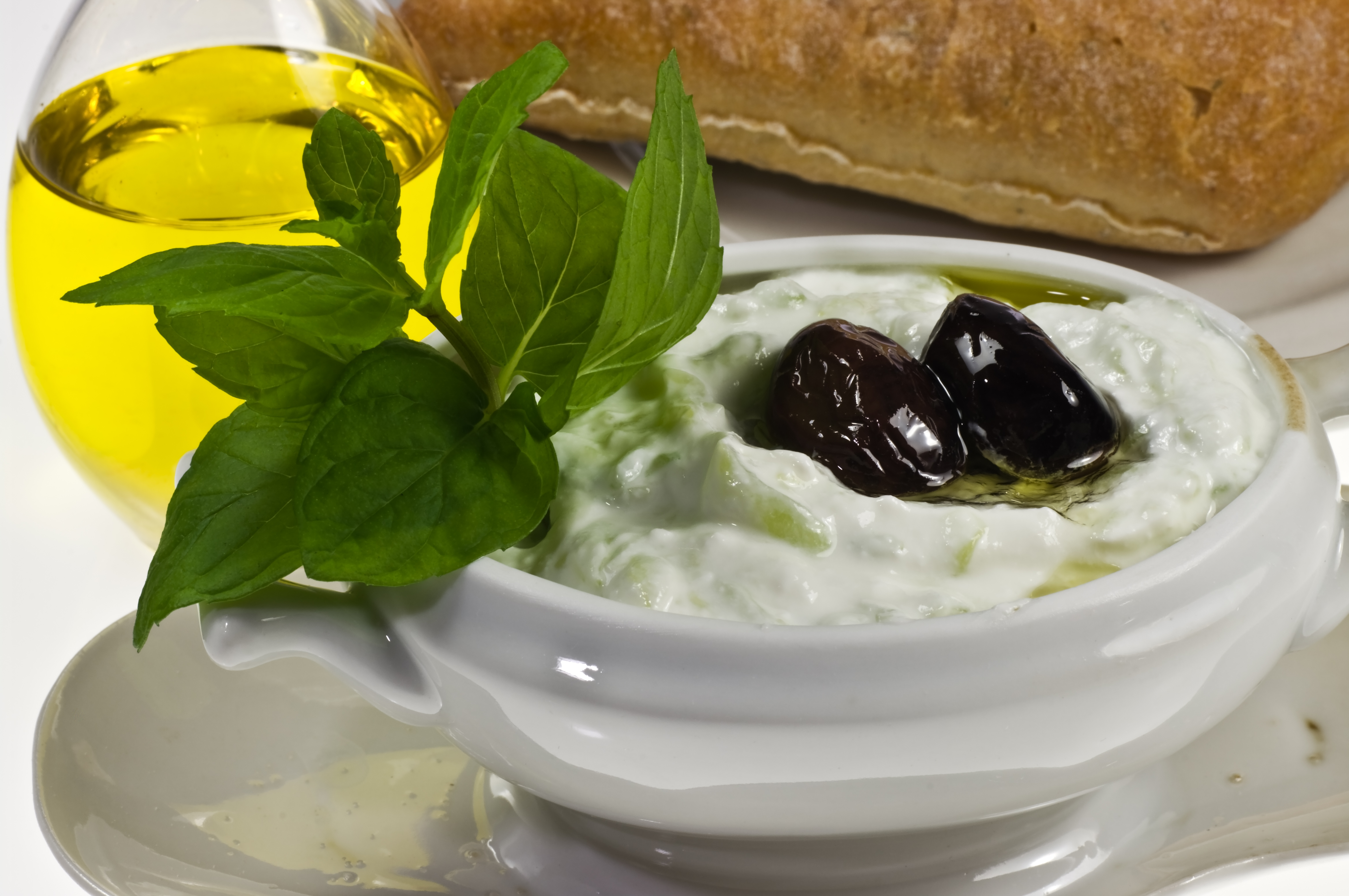
Tzatziki.

Au Québec, la trempette, (dip, en anglais) est un condiment courant utilisé avec plusieurs types d'aliments. La trempette sert à ajouter de la saveur aux aliments, tels du pain pita, des crudités, des fruits de mer, des chips, des chips tortillas, des falafels ou même des fruits.
L'aliment est « trempé » dans la sauce (d'où le nom), contrairement aux autres sauces, qui nappent les ingrédients. 